# Sotciastel
Sotciastel è un maso nel comune di Badia in Alto Adige alla quota di 1.404 m s.l.m., che sorge su un promontorio panoramico che separa la bassa dall'Alta Val Badia nei pressi del quale è stato ritrovato nel anno 1989 un villaggio fortificato dell'età del bronzo.

## Storia

### Epoca antica
Uno dei primi esempi di insediamento permanente nell'intera area dolomitica, la cui scoperta fu sorprendente visto soprattutto la precedente convinzione che le valli ladine fossero state popolate in modo permanente solo all'indomani dell'invasione romana. Scoperto nell'estate del 1989 e subito sottoposto a una meticolosa investigazione archeologica.
Il sito ricopre un'area di 2.500 metri quadri. La sua fondazione risale all'incirca attorno alla fine del XVIII secolo a.C. Dagli artefatti rinvenuti si intuisce una fervente attività di produzione di vasellame e della lavorazione del metallo in tutte le sue fasi, oltre che una scarna agricoltura, ma una massiccia pastorizia sia bovina che ovina e conseguente lavorazione della lana. La sua funzione come centro di passaggio è anche sottolineato dalla fortificazione che circonda l'abitato. Gli studiosi ritengono che l'abitato ospitasse una popolazione variabile a seconda dei periodi tra le quindici e le trenta unità, numero ridotto ma notevole se si pensa all'elevata altitudine del sito.
Sotciastel condivide alcune caratteristiche con importanti siti della Valle Isarco, non solo morfologiche, ma soprattutto materiali. Questi sono i siti di Albanbühel, Nössing e Laion. Con questi condivide la struttura e il tipo di ubicazione. Tali siti si configurano in posizioni fortificate artificialmente e naturalmente a controllo di un ampio territorio nei pressi di importanti vie di transito. Questo ci porta a concludere che ci fosse una certa unitarietà nella tipologia dell'insediamento. Ma la rarità stessa di questi siti potrebbe indicare la scarsa densità demografica di queste vallate.
I reperti ritrovati purtroppo non danno nessun'informazione riguardo alle tradizioni o alla religione di questi abitanti. Non sono nemmeno state ritrovate sepolture. Ma i reperti trovati presentano delle caratteristiche uniche tanto da portarci a supporre che si tratti, se non di una cultura indipendente, una subcultura, con elementi unici, della facies dominante di quell'area durante il Bronzo Finale ossia la cultura di Luco-Meluno.

### Medioevo
Il toponimo Sotciastel ("sotto al castello" in lingua ladina) suggerirebbe la presenza di una fortificazione in epoca antica o alto medievale; pur mancando dei riferimenti certi, si è ipotizzato che questa costruzione dovesse rivolgersi alla sottostante Bassa Val Badia, sorgendo in un punto in cui (come pure il castelliere dell'età del Bronzo) si dominano sia l'Alta che la Bassa Val Badia. Il toponimo Subtus Castelle ci risulta fin dal XIII secolo .